# Palmas Arborea
Palmas Arborea település Olaszországban, Szardínia régióban, Oristano megyében. Lakosainak száma 1475 fő (2023. január 1.). Palmas Arborea Oristano, Pau, Villa Verde, Ales, Santa Giusta és Villaurbana községekkel határos.

## Népesség
A település lakossága az elmúlt években az alábbi módon változott:
| Lakosok száma | 1523 | 1523 | 1475 |
|               | 2017 | 2018 | 2023 |